# Jean-Baptiste-Pierre Jullien de Courcelles
Jean-Baptiste-Pierre Jullien de Courcelles, genannt Chevalier de Courcelles (* 14. September 1759 in Orléans; † 24. Juli 1834 in Saint-Brieuc) war ein französischer Historiograph und Genealoge. 

## Leben
Sein eigentlicher Name war Jean-Baptiste-Pierre Jullien, den Zusatz de Courcelles gab er sich aufgrund des erworbenen Besitzes in Courcelles bei Pithiviers im Gâtinais.
Seine Eltern waren Pierre-Nicolas Jullien (1728–1795), Conseiller du roi und Notar im Schloss Orléans, und Marie-Madeleine Gorrant. Er war zwei Mal verheiratet, zum einen seit 1781 mit Marie-Madeleine Lormeau (1758–1807), zum anderen seit 1818 Étiennette-Élisabeth-Jeanne-Athénaïs-Ursule de Picot de la Motte (* 1785), der einzigen Tochter von Bernard-François-Bertrand, marquis de Picot de la Motte (1734–1797); aus beiden Ehen hatte er insgesamt sechs Kinder.
Er studierte am Collège de Vendôme, einem Teil der Universität von Paris, und war während der Französischen Revolution als hoher Beamter in der Verwaltung in seiner Heimatstadt Orléans tätig, unter anderem als Präsident der Hospizverwaltung. 1807 wechselte er nach Paris, wo er später ab 1830 Verwaltungschef des Asile royale de la Providence wurde.
Bekannt wurde Jullien de Courcelles als Genealoge. 1820 erwarb er das Büro des Genealogen, Archivars und Heraldikers Nicolas Viton de Saint-Allais einschließlich der hier verlegten Werke, darunter L’Art de vérifier les dates, avant et après J.-C., und führte ab 1821 die Arbeit seines Vorgängers mit den beiden ersten Bänder der Ausgabe Depuis l’an 1770 jusqu’à nos jours, fort. Die Herausgabe der weiteren fünf Bände überließ er dem Marquis de Fortia d’Urban. Für seine Arbeiten und Publikationen erhielt er den Titel eines Généalogiste honoraire du roi (gemeint ist König Ludwig XVIII.)

## Werke
- 1820–1823: Dictionnaire historique et biographique des généraux français, depuis le onzième siècle jusqu’en 1820 et 1823, (9 Bände)
- 1820–1822: Dictionnaire universel de la Noblesse de France
- 1822–1833: État actuel de la pairie de France, ou, Notices historiques et généalogiques, … extrait de l’Histoire généalogique et héraldique des pairs de France, des grands dignitaires de la couronne, des principales familles nobles du royaume et des maisons princières de l’Europe, précédée de la généalogie de la maison de France, (12 Bände)

## Auszeichnungen
- Ritter des päpstlichen Ordens vom Goldenen Sporn
- Kommandeur des Ordens vom Heiligen Grab zu Jerusalem
- Chevalier de l’Ordre de Saint-Hubert de Lorraine et du Barrois[2]
- Ritter des Fürstlich Hohenloheschen Haus- und Phönixordens
- Ritter des Verdienstordens der Bayerischen Krone
- Ehrenritter des Ordens der vier Kaiser
- Ritter des Ordens Sankt Phillipps zum Löwen